# اینتف هفتم
اینتف هفتم با نام کامل نوب خِپِر رَع اینتف (به انگلیسی: Nubkheperre Intef) شاهی تبسی از دودمان هفدهم در دوره تاریخی موسوم به دوره دوم میانی مصر بود؛ دوره‌ای که مصر به دودمان‌های متعدد و رقیب یکدیگر تقسیم شده بود.
اینتف هفتم پسر سوبکم‌سف یکم و برادر اینتف ششم بود.

## دوران
اینتف هفتم از جمله شاهانی از دودمان هفدهم است که اطلاعات خوبی درباره‌شان در دست است. او تعدادی از معابد آسیب دیدهٔ مصر علیا را تعمیر کرد و به ساخت معبدی جدید در جبل انتف همت گذارد.
به نظر می‌رسد او با فرعون هیکسوسی معاصر خود آپوپی، رابطه خوبی داشته است. در آن هنگام تبس با هیکسوس‌ها در صلح بود و داد و ستدهای بسیاری میان آن دو پادشاهی انجام می‌شد. نگرهٔ اتحاد میان دو پادشاهی در این دوره دور از ذهن نیست چرا که آپوپی خود را «شاه مصر علیا و سفلی» می‌نامید. آپوپی همچنین با دختری به نام هِریت که از اعضای خاندان پادشاهی تبس بود، ازدواج کرد.
روابط خوب میان دو پادشاهی تنها در دوره او برپا بودند و با مرگ اینتف هفتم جدال‌های متعدد از سوی شاهان جانشین او با هیکسوس‌ها برای بیرون راندنشان از سرزمین مصر آغاز شدند. جدال‌هایی که بعدها باعث شکست هیکسوس و آغاز پادشاهی نوین مصر گشتند.